# U-19-Fußball-Europameisterschaft der Frauen 2011
Die Endrunde der 14. U-19-Fußball-Europameisterschaft der Frauen wurde in der Zeit vom 30. Mai bis 11. Juni 2011 in Italien ausgetragen. Acht Mannschaften traten zunächst in einer Gruppenphase in zwei Gruppen und danach im K.-o.-System gegeneinander an. Spielberechtigt waren Spielerinnen, die am 1. Januar 1992 oder später geboren wurden. Gespielt wurde in den Städten Bellaria-Igea Marina, Cervia, Forlì und Imola in der Emilia-Romagna. Das Turnier diente gleichzeitig als Qualifikation für die U-20-WM 2012 in Japan. Die vier besten Teams qualifizierten sich für die Weltmeisterschaft. Mit dem Halbfinaleinzug konnten sich Deutschland, Italien, Norwegen und die Schweiz qualifizieren. Sieger wurde die deutsche Mannschaft mit einem 8:1-Rekordsieg im Finale gegen Norwegen.

## Qualifikation
Italien war als Ausrichter automatisch qualifiziert. Die übrigen 45 gemeldeten Nationalmannschaften wurden auf elf Gruppen zu je vier Mannschaften aufgeteilt. Deutschland erhielt eine Wildcard für die 1. Qualifikationsrunde. Die Gruppensieger und -zweiten erreichten automatisch die 2. Qualifikationsrunde. Dazu kamen der beste Gruppendritte. Für die Ermittlung des besten Gruppendritten wurden allerdings nur die jeweiligen Ergebnisse gegen die Gruppensieger und -zweiten herangezogen. Die erste Qualifikationsrunde wurde im Herbst 2010 ausgetragen. Die 23 übrig gebliebenen Mannschaften plus Deutschland wurden in der 2. Qualifikationsrunde auf sechs Gruppen zu je vier Mannschaften aufgeteilt. Die sechs Gruppensieger und der beste Gruppenzweite qualifizierten sich für das Finalturnier in Italien. Die Turniere der 2. Qualifikationsrunde wurden im Frühjahr 2011 ausgetragen. Titelverteidiger Frankreich und England, Zweiter der letzten EM, konnten sich nicht qualifizieren. England scheiterte an Norwegen, Frankreich an den Niederlanden.

## Modus
Bei der Endrunde bildeten die acht Mannschaften zwei Gruppen zu je vier Mannschaften. In der Gruppenphase spielte jede Mannschaft innerhalb der Gruppe einmal gegen jede andere. Für einen Sieg gab es drei Punkte und für ein Unentschieden einen Punkt. Nach Abschluss der Vorrundenspiele qualifizierten sich die Gruppensieger und Gruppenzweiten für das Halbfinale.
Bei Punktgleichheit mehrerer Mannschaften in den Gruppenspielen wurden die Positionen zunächst anhand der größeren Zahl der Punkte aus den direkten Begegnungen ermittelt. War diese gleich, wurde zunächst die Tordifferenz und danach die Anzahl der erzielten Tore in den direkten Begegnungen verglichen. Wären dann immer noch zwei oder mehrere Mannschaften gleichauf gewesen, wären als nächste Kriterien die Tordifferenz aus allen Spielen und dann die Anzahl der insgesamt erzielten Tore verglichen worden. Letztes Kriterium wäre die Fair-Play-Wertung. In Gruppe A fiel dadurch die Entscheidung um Rang 2 aufgrund der besseren Tordifferenz aus allen Spielen zu Gunsten der Schweiz, in Gruppe B war sie für Platz 3 entscheidend, was aber keinen Auswirkung auf den weiteren Turnierverlauf hatte.
Ab dem Halbfinale wurde das Turnier im K.-o.-System fortgesetzt. Spiele, die nach Ablauf der regulären Spielzeit unentschieden endeten, wären um zweimal zehn Minuten verlängert worden. Wäre auch nach der Verlängerung kein Sieger gefunden worden, wäre die Entscheidung im Elfmeterschießen gefällt worden. Die reguläre Spielzeit bei allen Spielen betrug zweimal 45 Minuten. Alle K.-o.-Spiele wurden in der regulären Spielzeit entschieden.

## Vorrunde
Die Auslosung der Endrunde fand am 14. April 2011 in Cervia statt. Alle Spiele wurden um 17 Uhr MESZ angepfiffen.

### Gruppe A
| Pl. | Land     | Sp. | S | U | N | Tore    | Diff. | Punkte |
| --- | -------- | --- | - | - | - | ------- | ----- | ------ |
| 1.  | Italien  | 3   | 3 | 0 | 0 | 006:200 | +4    | 09     |
| 2.  | Schweiz  | 3   | 1 | 1 | 1 | 004:200 | +2    | 04     |
| 3.  | Russland | 3   | 1 | 1 | 1 | 004:300 | +1    | 04     |
| 4.  | Belgien  | 3   | 0 | 0 | 3 | 003:100 | −7    | 0      |

|                          |   |          |           |
| 30. Mai 2011 in Imola    |   |          |           |
| Italien                  | – | Russland | 2:1 (1:1) |
| 30. Mai 2011 in Bellaria |   |          |           |
| Schweiz                  | – | Belgien  | 4:1 (2:0) |
| 2. Juni 2011 in Cervia   |   |          |           |
| Italien                  | – | Schweiz  | 1:0 (0:0) |
| 2. Juni 2011 in Forli    |   |          |           |
| Russland                 | – | Belgien  | 3:1 (2:0) |
| 5. Juni 2011 in Bellaria |   |          |           |
| Belgien                  | – | Italien  | 1:3 (1:0) |
| 5. Juni 2011 in Cervia   |   |          |           |
| Russland                 | – | Schweiz  | 0:0       |

### Gruppe B
| Pl. | Land        | Sp. | S | U | N | Tore    | Diff. | Punkte |
| --- | ----------- | --- | - | - | - | ------- | ----- | ------ |
| 1.  | Deutschland | 3   | 3 | 0 | 0 | 006:200 | +4    | 09     |
| 2.  | Norwegen    | 3   | 2 | 0 | 1 | 009:400 | +5    | 06     |
| 3.  | Niederlande | 3   | 0 | 1 | 2 | 002:600 | −4    | 01     |
| 4.  | Spanien     | 3   | 0 | 1 | 2 | 002:700 | −5    | 01     |

|                          |   |             |           |
| 30. Mai 2011 in Cervia   |   |             |           |
| Deutschland              | – | Norwegen    | 3:1 (2:1) |
| 30. Mai 2011 in Forli    |   |             |           |
| Spanien                  | – | Niederlande | 1:1 (1:0) |
| 2. Juni 2011 in Bellaria |   |             |           |
| Deutschland              | – | Spanien     | 1:0 (0:0) |
| 2. Juni 2011 in Imola    |   |             |           |
| Norwegen                 | – | Niederlande | 3:0 (2:0) |
| 5. Juni 2011 in Imola    |   |             |           |
| Niederlande              | – | Deutschland | 1:2 (0:0) |
| 5. Juni 2011 in Forli    |   |             |           |
| Norwegen                 | – | Spanien     | 5:1 (3:0) |

## Finalrunde

### Halbfinale
|                                       |   |          |           |
| 8. Juni 2011 um 17:00 Uhr in Bellaria |   |          |           |
| Italien                               | – | Norwegen | 2:3 (1:1) |
| 8. Juni 2011 um 20:00 Uhr in Imola    |   |          |           |
| Deutschland                           | – | Schweiz  | 3:1 (1:1) |

### Finale
| Norwegen                                                  | Norwegen | Deutschland | Deutschland |
| --------------------------------------------------------- | --- | --- | ----------- |
| Norwegen                                                  | \| 11. Juni 2011 um 20:30 Uhr in Imola (Stadion Romeo Galli) \| \| Ergebnis: 1:8 (0:1) \| \| Zuschauer: 1.300 \| \| Schiedsrichterin: Sandra Braz ( Portugal) \| \| Spielbericht \|                                                                                                 | \| 11. Juni 2011 um 20:30 Uhr in Imola (Stadion Romeo Galli) \| \| Ergebnis: 1:8 (0:1) \| \| Zuschauer: 1.300 \| \| Schiedsrichterin: Sandra Braz ( Portugal) \| \| Spielbericht \|                                                                                      | Deutschland |
| Norwegen                                                  | Ane Fimreite − Kristine Hegland , Maren Knudsen, Ingrid Sondenå, Anja Sønstevold (74. Ida Aardalen), Maria Thorisdóttir − Cathrine Dekkerhus (70. Guro Reiten), Ina Skaug, Melissa Bjånesøy, Ada Hegerberg (46. Caroline Graham Hansen), Andrine Hegerberg Cheftrainer: Jarl Torske | Lisa Schmitz − Johanna Elsig, Kathrin Hendrich (64. Anja Hegenauer), Leonie Maier, Carolin Simon (58. Marie Pyko), Luisa Wensing − Jennifer Cramer, Ramona Petzelberger, Isabella Schmid − Eunice Beckmann (63. Ivana Rudelic), Lena Lotzen Cheftrainerin: Maren Meinert | Deutschland |
| Norwegen                                                  | 1:6 Bjånesoy (72.) | 0:1 Wensing (29.) 0:2 Schmid (50.) 0:3 Lotzen (55.) 0:4 Petzelberger (57.) 0:5 Lotzen (29.) 0:6 Rudelic (70.) 1:7 Schmid (79.) 1:8 Hegenauer (79.) | Deutschland |
| 11. Juni 2011 um 20:30 Uhr in Imola (Stadion Romeo Galli) | | |             |
| Ergebnis: 1:8 (0:1)                                       | | |             |
| Zuschauer: 1.300                                          | | |             |
| Schiedsrichterin: Sandra Braz ( Portugal)                 | | |             |
| Spielbericht                                              | | |             |

## Die deutsche Mannschaft

### Kader
Bundestrainerin Maren Meinert nominierte für die Endrunde folgenden Kader:
| Nr.        | Name                | Geburtstag | Verein                 | Spiele | Tore |     |     |     |
| Tor        | Tor                 | Tor        | Tor                    | Tor    | Tor  | Tor | Tor | Tor |
| ---------- | ------------------- | ---------- | ---------------------- | ------ | ---- | --- | --- | --- |
| 12         | Friederike Abt      | 07.07.1994 | Herforder SV           | 1      | 0    | 0   | 0   | 0   |
| 1          | Lisa Schmitz        | 04.05.1992 | Bayer 04 Leverkusen    | 4      | 0    | 0   | 0   | 0   |
| Abwehr     |                     |            |                        |        |      |     |     |     |
| 16         | Jennifer Cramer     | 24.02.1993 | 1. FFC Turbine Potsdam | 5      | 0    | 0   | 0   | 0   |
| 14         | Kristin Demann      | 07.04.1993 | 1. FFC Turbine Potsdam | 2      | 0    | 0   | 0   | 0   |
| 4          | Johanna Elsig       | 01.11.1992 | Bayer 04 Leverkusen    | 5      | 0    | 0   | 0   | 0   |
| 2          | Leonie Maier        | 29.09.1992 | SC 07 Bad Neuenahr     | 5      | 0    | 0   | 0   | 1   |
| 3          | Carolin Simon       | 24.11.1992 | Hamburger SV           | 4      | 0    | 0   | 0   | 1   |
| 5          | Luisa Wensing       | 08.02.1993 | FCR 2001 Duisburg      | 5      | 1    | 0   | 0   | 0   |
| Mittelfeld |                     |            |                        |        |      |     |     |     |
| 18         | Anja Hegenauer      | 09.12.1992 | SC Freiburg            | 5      | 2    | 0   | 0   | 1   |
| 6          | Kathrin Hendrich    | 06.04.1992 | Bayer 04 Leverkusen    | 5      | 0    | 0   | 0   | 0   |
| 11         | Lena Lotzen         | 11.09.1993 | FC Bayern München      | 5      | 5    | 0   | 0   | 0   |
| 17         | Marie Pyko          | 08.08.1993 | SC 07 Bad Neuenahr     | 2      | 0    | 0   | 0   | 0   |
| 9          | Nicole Rolser       | 07.02.1992 | SC 07 Bad Neuenahr     | 2      | 0    | 0   | 0   | 0   |
| 8          | Isabella Schmid     | 06.03.1993 | SC Freiburg            | 5      | 3    | 0   | 0   | 0   |
| Angriff    |                     |            |                        |        |      |     |     |     |
| 7          | Eunice Beckmann     | 08.02.1992 | Bayer 04 Leverkusen    | 4      | 2    | 0   | 0   | 0   |
| 13         | Sofia Nati          | 19.04.1993 | SG Essen-Schönebeck    | 1      | 0    | 0   | 0   | 0   |
| 10         | Ramona Petzelberger | 13.11.1992 | SC 07 Bad Neuenahr     | 5      | 2    | 0   | 0   | 0   |
| 15         | Ivana Rudelic       | 25.01.1992 | FC Bayern München      | 5      | 2    | 0   | 0   | 0   |

#### 1. Qualifikationsrunde
Die deutsche Mannschaft erhielt ein Freilos.

#### 2. Qualifikationsrunde
Die deutsche Mannschaft traf in Carmarthen und Llanelli (Wales) auf die Mannschaften Islands, der Türkei und von Wales.
| Pl. | Land        | Sp. | S | U | N | Tore    | Diff. | Punkte |
| --- | ----------- | --- | - | - | - | ------- | ----- | ------ |
| 1.  | Deutschland | 3   | 2 | 1 | 0 | 006:100 | +5    | 07     |
| 2.  | Wales       | 3   | 1 | 1 | 1 | 002:300 | −1    | 04     |
| 3.  | Türkei      | 3   | 1 | 0 | 2 | 003:400 | −1    | 03     |
| 4.  | Island      | 3   | 1 | 0 | 2 | 003:600 | −3    | 03     |

|               |   |             |     |
| 31. März 2011 |   |             |     |
| Island        | – | Türkei      | 1:3 |
| Deutschland   | – | Wales       | 1:1 |
| 2. April 2011 |   |             |     |
| Deutschland   | – | Türkei      | 2:0 |
| Wales         | – | Island      | 0:2 |
| 5. April 2011 |   |             |     |
| Island        | – | Deutschland | 0:3 |
| Türkei        | – | Wales       | 0:1 |

## Beste Torschützinnen
| Rang | Spielerin           | Tore |
| ---- | ------------------- | ---- |
| 1    | Melissa Bjånesøy    | 7    |
| 2    | Lena Lotzen         | 5    |
| 3    | Katia Copolla       | 3    |
|      | Isabella Schmid     | 3    |
| 5    | Ivana Rudelic       | 2    |
|      | Anja Hegenauer      | 2    |
|      | Maria-Laura Aga     | 2    |
|      | Anna Tscholowjaga   | 2    |
|      | Eunice Beckmann     | 2    |
|      | Lisa Alborghetti    | 2    |
|      | Kristine Hegland    | 2    |
|      | Ramona Petzelberger | 2    |

## Schiedsrichterinnen
Die Spiele der Europameisterschaft wurden von sechs Schiedsrichterinnen geleitet. Diese wurden von acht Schiedsrichterassistentinnen sowie zwei Vierten Offiziellen unterstützt. Das Endspiel wurde von der Portugiesin Sandra Braz Bastos geleitet, der von Sian Massey (England) Angela Kyriakou (Zypern) sowie der Vierten Offiziellen Pernilla Larsson (Schweden) zur Seite standen.
| Schiedsrichterinnen | Assistentinnen             | Vierte Offizielle       |
| ------------------- | -------------------------- | ----------------------- |
| Lina Lehtovaara     | Cindy Zeferino De Oliveira | Carina Susanna Vitulano |
| Séverine Zinck      | Angela Kyriakou            | Giovanna Farinelli      |
| Lilach Asulin       | Sian Massey                |                         |
| Sandra Braz         | Ourania Foskolou           |                         |
| Morag Pirie         | Andrea Hima                |                         |
| Pernilla Larsson    | Vera Onica                 |                         |
|                     | Petra Sever                |                         |
|                     | Secim Demirel              |                         |